# ドーヴィル
ドーヴィル(ドヴィル)（仏: Deauville）は、フランス・カルヴァドス県の町。『ノルマンディー海岸の女王』と謳われる、港・ヴィラ・カジノ・ホテル等を擁するリゾートの町である。

## 歴史
ドーヴィルが歴史に登場するのは1060年である。当時はア・エニラという名の漁村であった。19世紀からリゾート地として整備が始まり、1860年代には皇帝ナポレオン3世が訪問した。パリのブルジョワ階級がこぞって休暇を過ごす地となり、1863年トルヴィル＝シュル＝メールに鉄道が開通。駅の名前はトルヴィルとなり、パリから6時間でドーヴィルへ行くことが可能になった。代々ドーヴィルの領主であったモルニー公は宮廷に影響力があり、貴族らがこぞって保養に訪れるようになった。土地が売れ、宮殿と見まごうばかりのヴィラが建ち、金持ちの観光客目当てのカジノやホテルが建った。
20世紀に入ってから、2つの大戦の影響により観光業が低迷。第二次世界大戦中はドイツ軍に占領された。
1960年代から再びリゾート地として注目を集める。ドーヴィル競馬場の開催期間には、フランスだけでなく海外からも競走馬がやって来て出走する。
2011年5月26〜28日のサミット開催地となった。

## 雑学
- ドーヴィルは映画や小説の舞台となった。映画『男と女』、アガサ・クリスティの作品、スコット・フィッツジェラルドの『華麗なるギャツビー』にも登場する。
- イアン・フレミングは、ドーヴィルを参考にして『カジノ・ロワイヤル』の中で架空のポルトガルのカジノを登場させている。

## イベント
- ドーヴィル・アジア映画祭
- ドーヴィル・アメリカ映画祭

## 姉妹都市
- レキシントン（アメリカ合衆国、ケンタッキー州）
- カウズ（イギリス）
- エイクリンゲン（ドイツ）
- キルデア（アイルランド）

## 脚註
1. ↑  "FORVO"での発音例